# Isabella Arcila
Isabella Arcila, född 11 mars 1994, är en colombiansk simmare.

## Karriär
Arcila tävlade för Colombia vid olympiska sommarspelen 2016 i Rio de Janeiro, där hon blev utslagen i försöksheatet på 50 meter frisim.
I juli 2021 vid OS i Tokyo tävlade Arcila i två grenar. Hon slutade på 27:e plats på 50 meter frisim och på 32:a plats på 100 meter ryggsim.